# Ukraina – revolutionens mörka sida
Ukraina – revolutionens mörka sida (franska: Ukraine, les masques de la révolution), är en fransk journalistisk dokumentärprogram av Paul Moreira från 2015, som först visades i franska Canal+. Dokumentäreten beskriver bland annat de högerextrema grupperna Högra Sektorn, Azov och Svoboda och deras roll i Euromajdan och i Ukrainas krig mot proryska anhängare i södra och östra Ukraina, något som det nästan var helt tyst om från övrig västerländsk media. En av de händelser som tas upp i dokumentären är då 42 personer brändes till döds i fackföreningarnas hus i Odessa den 2 maj 2014 efter att ha flytt från högerextrema. Dokumentäreten ifrågasätter varför man i västvärlden inte har hört någon protest eller kritik från de västerländska demokratier.
Dokumentäreten skulle ha visats i SVT:s Dokument utifrån 1 maj 2016, men Ukrainas Sverige-ambassadör Ihor Sagach och flera exil-ukrainska organisationer försökte att påverka SVT att inte visa dokumentäreten. Även i Frankrike försökte den ukrainska ambassaden att stoppa filmen, Franska Canal+ valde att visa den ändå. Oklarheter om beskrivningen av högerextrema gruppers roll i den ukrainska revolutionen, gjorde att SVT:s dokumentärredaktion sköt upp visningen av dokumentäreten. Den visades 23 maj 2016 med en svensk berättarröst som på flera ställen avvek från det franska originalet. Den svenska berättarrösten beskriver bland annat följande: ”Krim är en halvö i södra Ukraina. Majoriteten av befolkningen är ryssar. Efter revolutionen i Ukraina invaderades Krim av ryska styrkor.”
Den franska berättarrösten, säger följande (översatt): ”Krim är en halvö i södra Ukraina. Majoriteten av befolkningen är ryssar. Efter den ukrainska revolutionen röstade befolkningen på Krim massivt i en folkomröstning för anslutning till Ryssland".[källa behövs]